# Ca' del Bosco (Dolo)
Ca' del Bosco, denominata anche Le cha del Bosco, Le ca' dal Bosco e Le case del Bosco, era un agglomerato di case che sorgeva a est di Dolo, comune della provincia di Venezia, fra il moderno deposito degli autobus e il palazzo Tron.
Venne riconosciuta come villa e il suo territorio comunale era racchiuso tra il Tergola-Serraglio, il Brenta e Mira e via Torre. Almeno fino alla seconda metà del Quattrocento le terre di Ca' del Bosco erano suddivise in due contrade: Ca' del Bosco vero e proprio ad est (la cui zona orientale era denominata Mira) e Cazzaghetto o Chazageta, ad ovest. Originariamente separate dalla via Cairoli vennero successivamente fuse.